# Ungeheuerklamm
Die Ungeheuerklamm ist ein Naturschutzgebiet in der Grenzregion der Naturräume Nördliches Oberrhein-Tiefland  und Neckar- und Tauber-Gäuplatten in Baden-Württemberg. 

## Geographie
Das Naturschutzgebiet liegt auf dem Gebiet der Gemeinden Bruchsal, Gemarkung Untergrombach und Weingarten (Baden). Es umfasst die Talklinge der Ungeheuerklamm (zwischen dem Gemeindewald Distrikt II Bergwald auf Gemarkung Bruchsal-Untergrombach und dem Gemeindewald Distrikt II Katzenberg auf Gemarkung Weingarten) mit den an die Klamm angrenzenden Hangwäldern. Weiterhin gehört zum Schutzgebiet der Streuobst- und Wiesengürtel am Westhang des Bergwaldes in den Gewannen Ruß und Wehrgraben, nach Westen begrenzt durch die Bundesstraße 3 sowie einige Grundstücke im Gewann Galgenberg, Gemeinde Weingarten.

## Steckbrief
Das Gebiet wurde per Verordnung am 2. April 1996 durch das Regierungspräsidium Karlsruhe als Naturschutzgebiet ausgewiesen und hat eine Fläche von knapp 50 Hektar. Es wird unter der Schutzgebietsnummer 2.199 geführt und ist in die IUCN-Kategorie IV, ein Biotop- und Artenschutzgebiet  eingeordnet. Der CDDA-Code lautet 165988 und entspricht zugleich der WDPA-ID.
Der wesentliche Schutzzweck ist die Erhaltung, Pflege und Entwicklung der Ungeheuerklamm und der angrenzenden Bereiche als bedeutende Lebensräume seltener, zum Teil spezialisierter und gefährdeter Tier- und Pflanzenarten in ihren Lebensgemeinschaften.

## Geschichte
Die Ungeheuerklamm ist die größte einer Reihe von schluchtartigen Klingen (Klammen), die sich im Bereich zwischen Bruchsal und Karlsruhe-Durlach ausgebildet haben. Neben der durch feuchtkühle Bedingungen geprägten schluchtartigen Talklinge mit ihrer submontanen Vegetation – einschließlich des Schluchtwaldes – umfasst die Unterschutzstellung auch angrenzende Streuobstbestände und extensiv bewirtschaftete Wiesen mit kleinflächigem, mosaikartigem Aufbau.

## Geologie

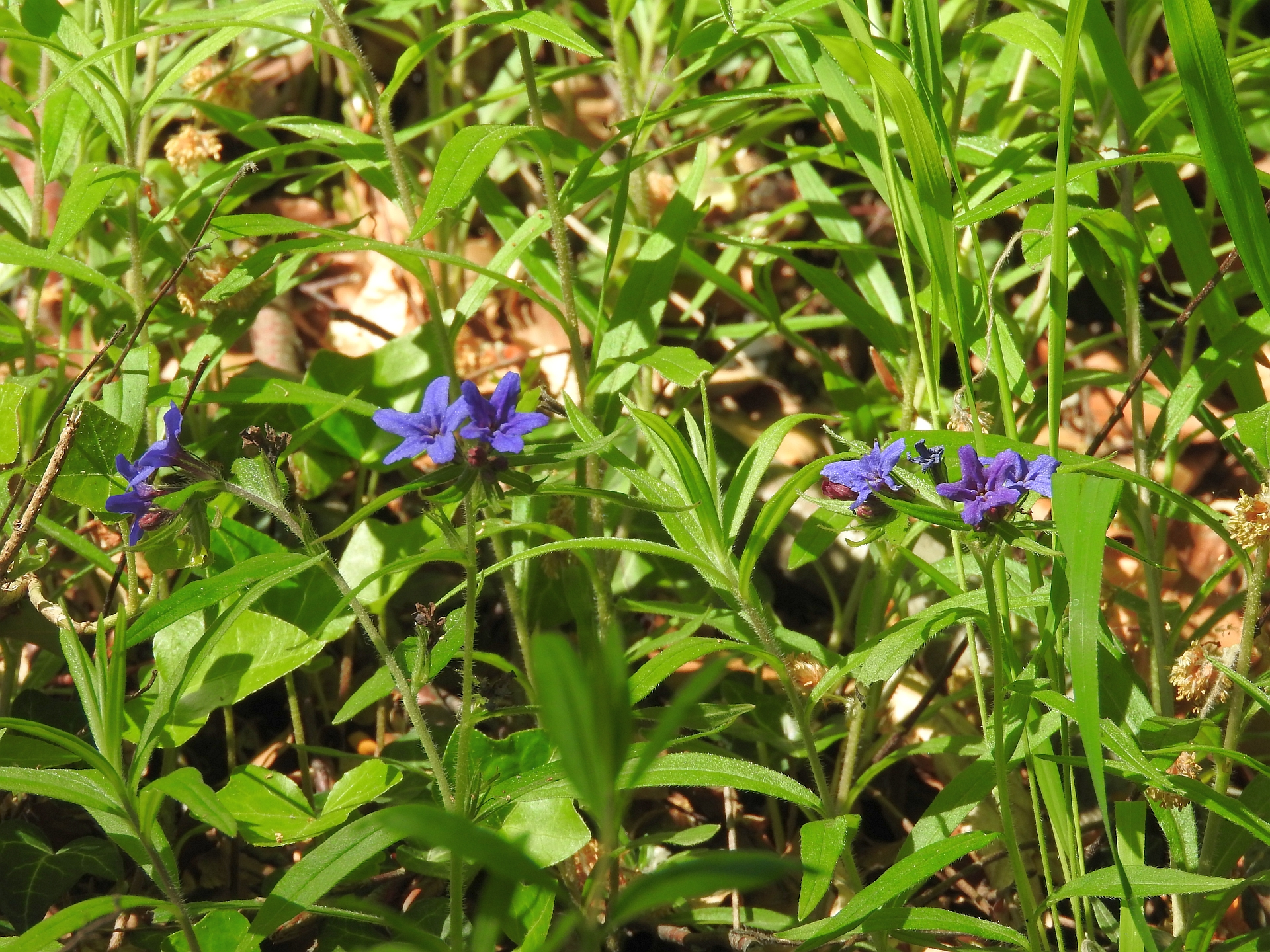
Blauroter Steinsame (Buglossoides purpurocaerulea) in der Ungeheuerklamm

Das Grundgestein in diesem Bereich ist der Obere Muschelkalk, der durch unterschiedlich dicke Löß- oder Lehmschichten überdeckt wird.

## Flora und Fauna

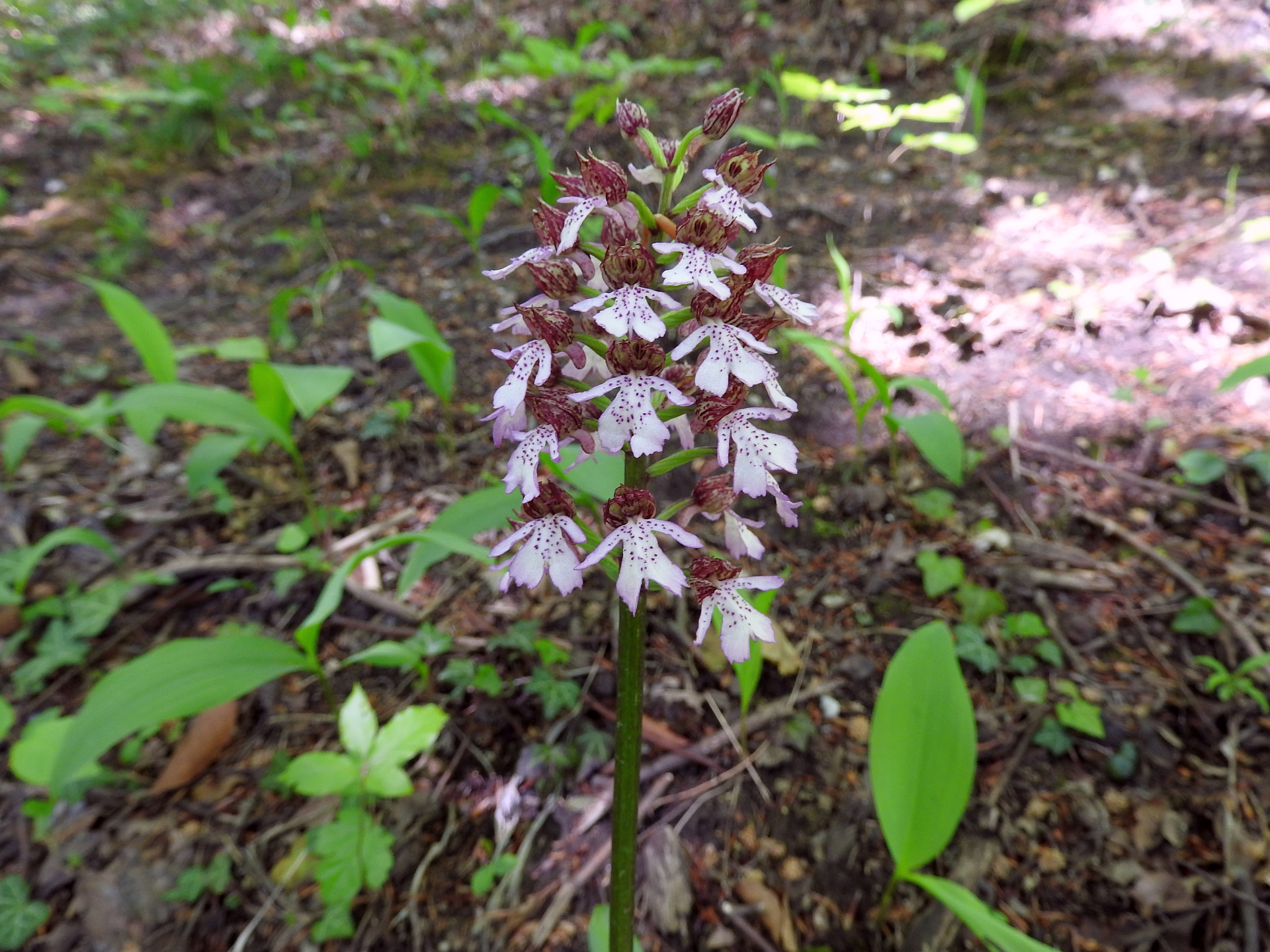
Purpur-Knabenkraut (Orchis purpurea) in der Ungeheuerklamm

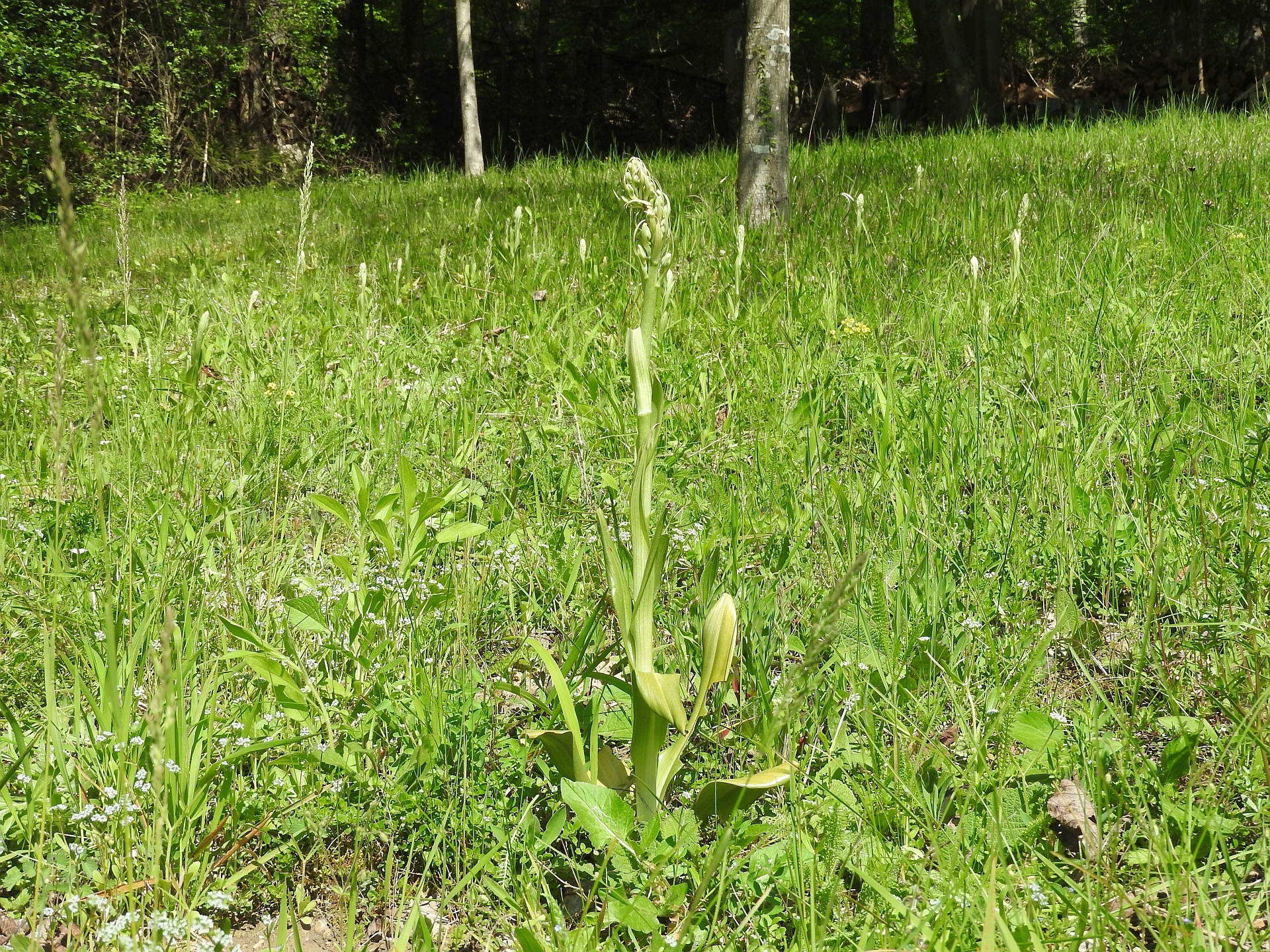
Bocksriemenzunge (Himantoglossum hircinum) in der Ungeheuerklamm

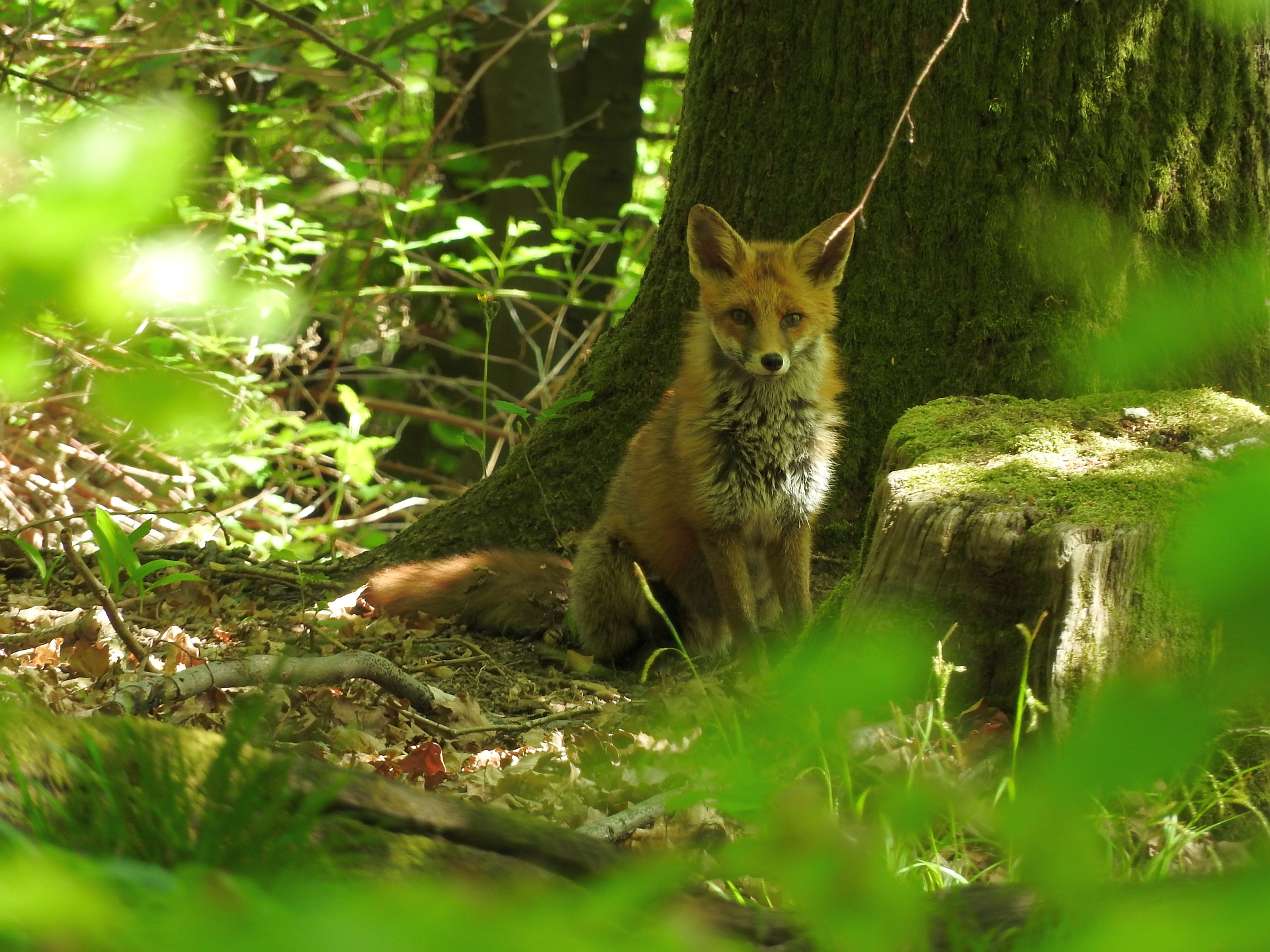
Rotfuchs (Vulpes vulpes) in der Ungeheuerklamm

In den trockenwarmen Hangwäldern und der feuchtkühlen Talklinge mit ihren charakteristischen Waldgesellschaften und ihren zahlreichen regionalen und überregionalen botanischen Besonderheiten wie dem Blauroten Steinsamen, Hirschzunge, der Waldsimse und dem Gelappten Schildfarn, auch als dorniger Schildfarn bezeichnet, kommen auch einige Orchideenarten wie die Nestwurz, das Weiße Waldvögelein, Breitblättrige Stendelwurz, Helm-Knabenkraut, Purpur-Knabenkraut und Bocksriemenzunge vor. Eine für den westlich-zentralen Kraichgau floristische Besonderheit kühlschattiger Laubwälder bildete auch das Langblättrige Waldvöglein, das über mehrere Jahrzehnte nur von der Ungeheuerklamm bekannt war. Es wurde regelmäßig erst wieder in der Gegend von Durlach gefunden.
Die wahre Bedeutung der Ungeheuerklamm liegt allerdings in ihrer Moos- und Flechtenflora. Sie ist Standort von ungefähr 30–40 submontanen Moosarten, die regional fast nur in diesem Gebiet gefunden werden.
An Vögeln wurden beispielsweise Trauerschnäpper, Grauschnäpper und Wiedehopf im Gebiet nachgewiesen, wovon letzterer in Deutschland auf der Roten Liste benannt wird.